# Malin Levenstad
Malin Levenstad, nascida em 1988 , em Vellinge , é uma futebolista sueca, que atua como defesa. 

Atualmente (2013), joga pelo  LdB FC Malmö . 

## Clubes
- LdB FC Malmö